# Имперская палата радиовещания
Имперская палата радиовещания (нем. Reichsrundfunkkammer (RRK)) — государственное учреждение Германии, одно из семи отделов Имперской палаты культуры.

## Функции
Основной целью при создании Палаты было объединение всех служб, определяющих процесс радиовещания, также являлась важным звеном в пропаганде и сбыте радиоприёмников.

## История
3 июля 1933 года Имперская палата радиовещания была выделена из Национал-социалистической радиовещательной палаты. 1 сентября 1935 года был основан отдел радиовещания (нем. Rundfunk), включивший всех работников данной сферы, от директоров и ведущих радиопередач, до звукооператоров и дикторов. 28 октября 1939 Имперская палата радиовещания была распущена по указанию Геббельса, её функции были переданы Имперской радиовещательной кампании, а её сотрудников распределили между Палатами писателей, театра и музыки.

## Президенты
- (3 июля 1933 — май 1937) Хорст Дресслер-Андресс
- (май 1937 — 28 октября 1939) Ганс Криглер

## Вице-президент
- (1933—1939) Ойген Хадамовски

## Управляющие
- (1933—1935) Бернхардт Кнуст
- (1935—1939) Герберт Пакебуш